# 발코니 (희곡)

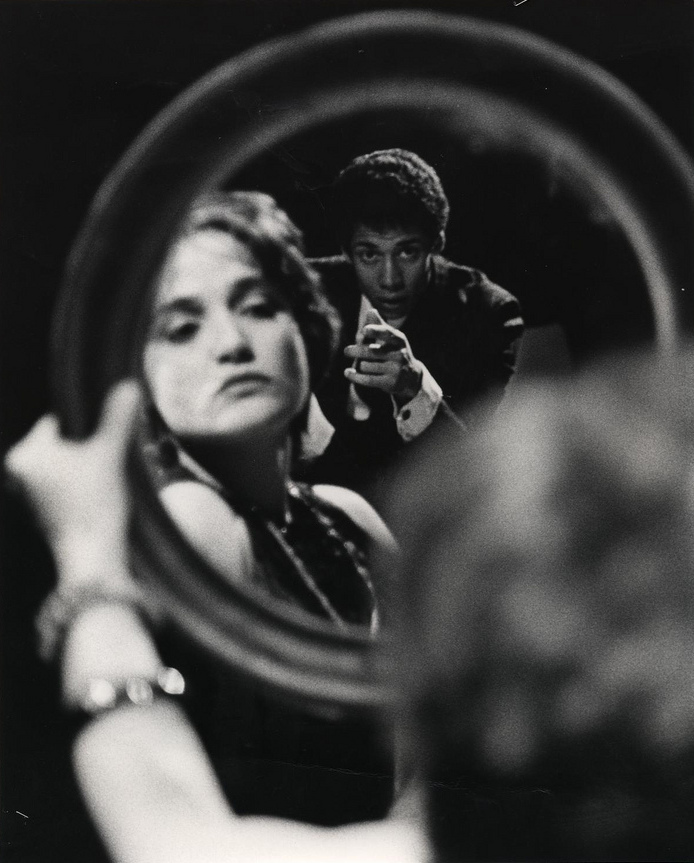

발코니(프랑스어: Le Balcon)는 프랑스의 극작가 장 주네의 희곡이다. 5년 간 작품 활동이 없다가 발표된 작품이다. 이전까지 주로 자신이 속한 범죄 세계, 수형 생활, 동성애자로서 경험과 같은 개인적인 이야기를 작품에 담아내는 데 주력했던 주네는 이 작품 이후 본격적으로 정치·사회적 메시지를 표명하기 시작했다. 피스카토르, 피터 브룩 등 당대 최고의 연출가들이 ＜발코니＞ 무대화에 뛰어들었고, 이를 계기로 글쓴이 주네는 전 세계가 주목하는 작가가 되었다.

## 개요
＜발코니＞는 주네가 절필을 선언한 지 5년 만에 침묵을 깨고 발표한 첫 희곡이었다. ＜발코니＞ 이후 주네는 확연히 달라진 창작 세계를 보여 준다. 이전까지는 주로 자전적인 요소를 소재 삼아 개인적인 이야기를 하는 데 주력했던 주네가 ＜발코니＞이후 작품에서 분명한 정치·사회적 메시지를 표명하기 시작했다.

## 작품 구성
사창가에서 벌어지는 음란한 역할극, 그 바깥에서 고조되어 가는 혁명의 분위기, 혼란 속에서 가상과 현실 세계가 뒤섞이면서 사창가의 주인이자 지하 세계의 여왕으로 군림하던 이르마는 현실 세계의 여왕을 대신하게 된다. 주네는 이 작품에서 서구사회를 돈과 육체가 맞교환되는 장소, 속임수와 환상이 지배하는 장소로 보고 호화스런 사창가에 비유했다.
프랑스 검열 당국이 이 문제작의 공연을 허락할 리 없었다. 초연은 이듬해에야 영국에서 피터 자데크의 연출로 이루어진다. 주네는 ＜하녀들＞에서 만족스러운 연출력을 보여 줬던 피터 자데크의 공연에 기대를 걸었지만 초연 당일 공연을 중단시키기 위해 무대 위로 뛰어 올라가는 소동을 벌였다. 연출 방향에 동의할 수 없었던 것이다. 프랑스 본국에서의 초연은 현대연극사상 가장 위대한 연출가로 평가되는 피터 브룩이 맡았다. 그와 동시에 런던, 베를린, 빈과 밀라노 등 전 유럽에서 ＜발코니＞가 공연되었고, 각지에서 공연되자마자 문제작으로 떠올랐다. 유례가 없던 일이었다. 더욱이 피스카토르, 로제 블랭, 조르지오 스트렐러, 리처드 셰크너 등 당대 최고의 연출가들이 ＜발코니＞ 무대화에 도전했다. ＜발코니＞는 주네의 인지도를 전 세계적으로 드높여 준 작품이라 할 수 있다.

## 영향
＜발코니＞는 명연출가들의 손끝에서 세련된 무대로 형상화되었지만, 주네가 이들 공연에 늘 만족했던 것은 아니다. 특히 피터 브룩의 파리 초연은 주네에게 큰 실망을 안겨 주었다. 결국 주네는 ‘어떻게 <발코니>를 공연해야 하나’라는 글을 써서 자신의 불만을 공개적이고 노골적으로 드러냈다. 1962년 이후로는 책을 출판할 때 이 글을 아예 서문으로 싣도록 했다.
게다가 주네는 1956년 작품을 발표한 이래 10년에 걸쳐 개작과 수정을 거듭한다. 1962년 수정본을 출간하면서 이를 “결정본”이라고 못 박았지만 1968년 갈리마르 출판사에서 전집을 출간하면서 주네는 또 한 번 ＜발코니＞를 수정했다. 주네는 거의 강박에 가까울 정도로 쉼 없이 작품을 고치고 수정했다.
작품의 완성도를 높이려는 이런 각고의 노력은 ＜발코니＞에 대한 주네의 애정이 얼마나 각별했는지를 보여 준다.